# Tripodion tetraphyllum
Tripodion tetraphyllum là một loài thực vật có hoa trong họ Đậu. Loài này được (L.) Fourr. miêu tả khoa học đầu tiên.

## Hình ảnh

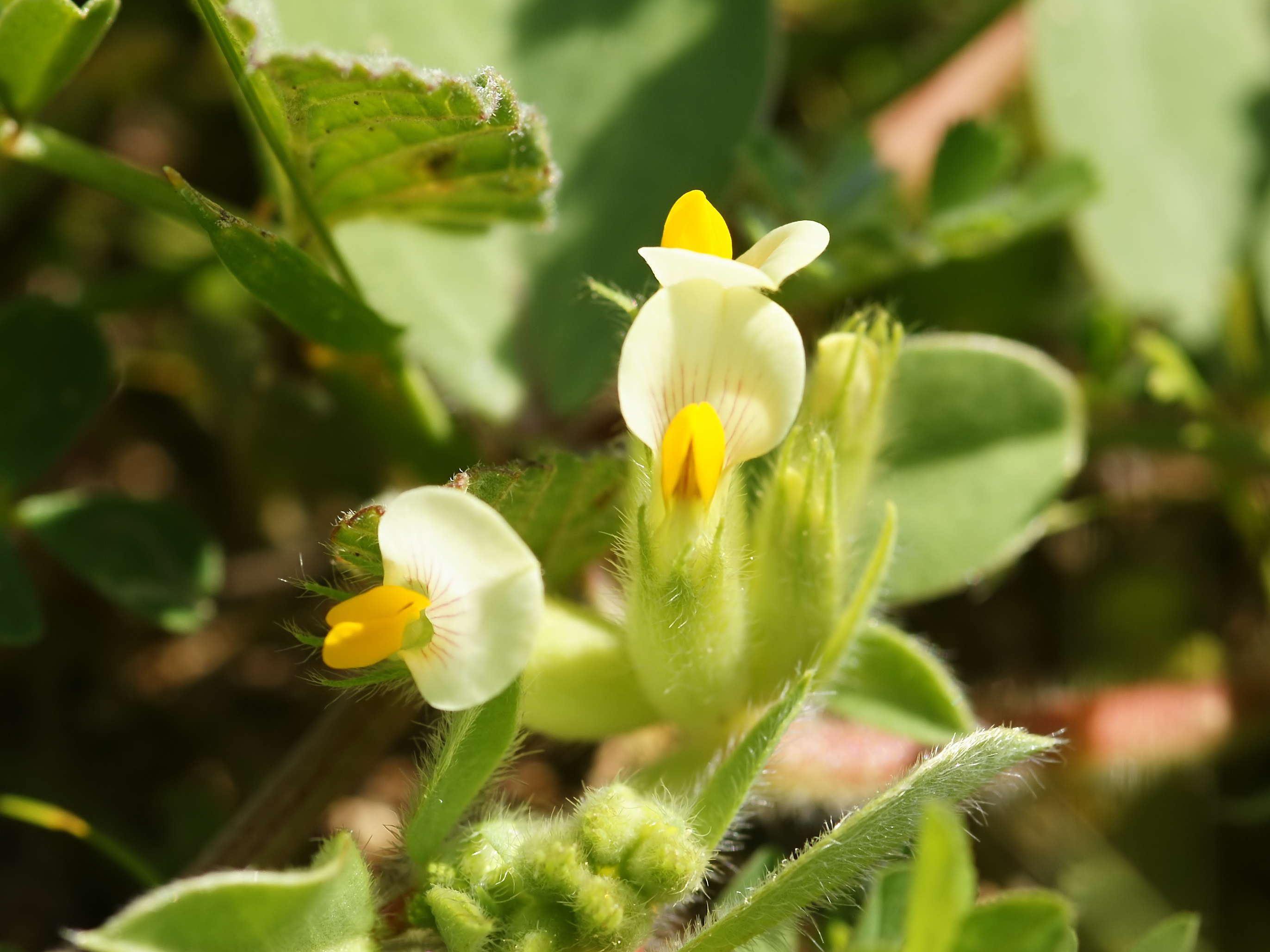
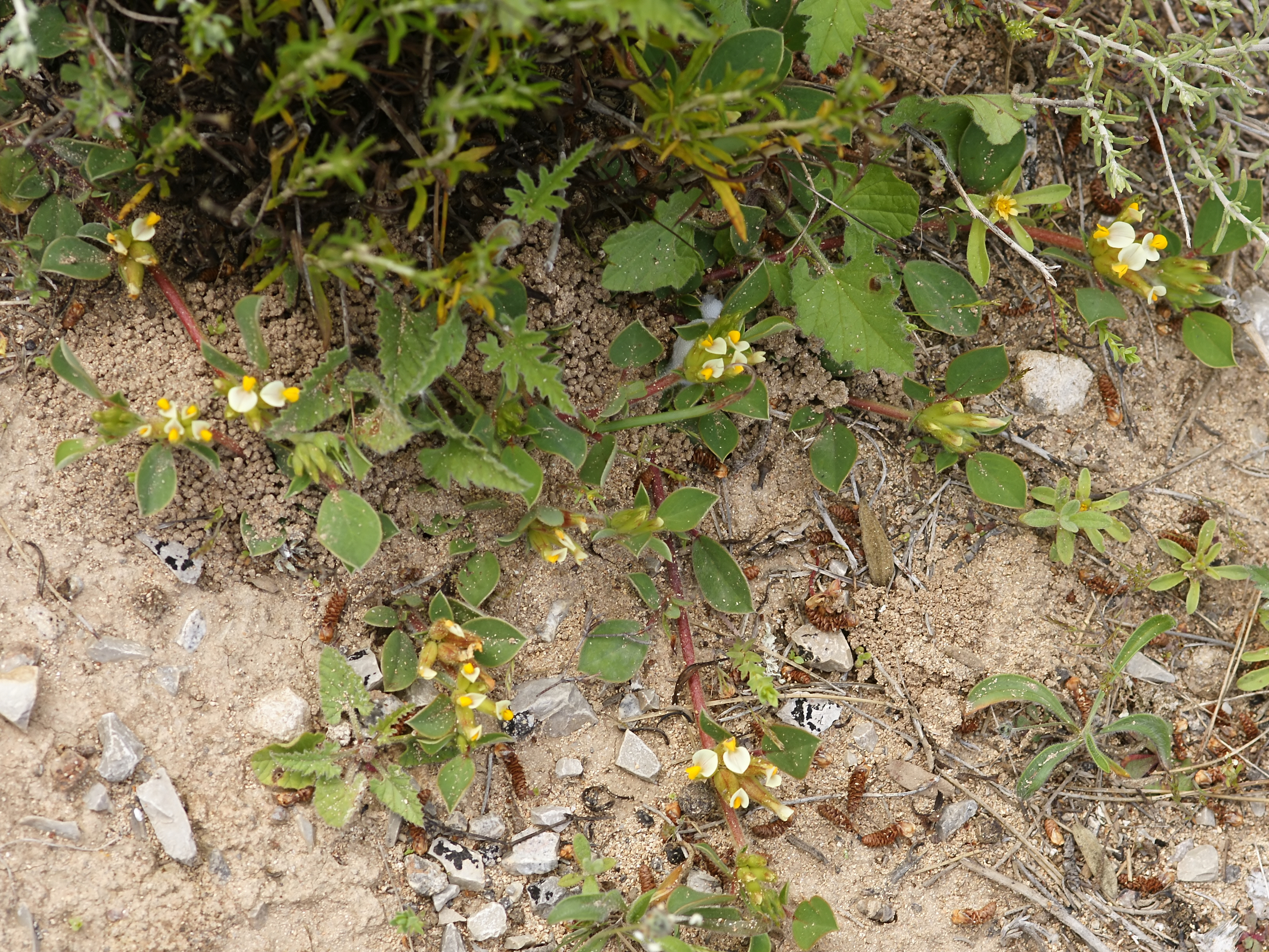
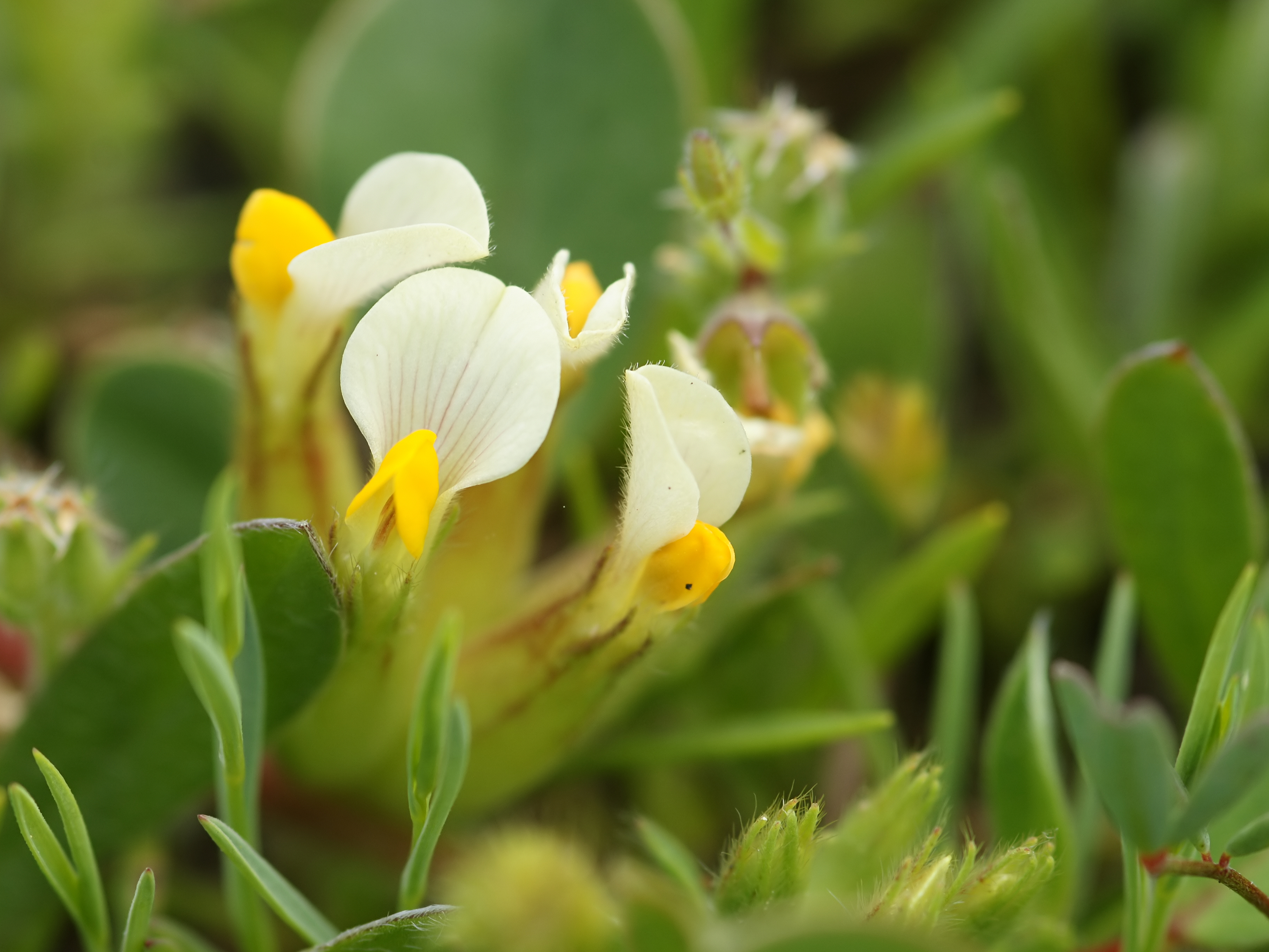
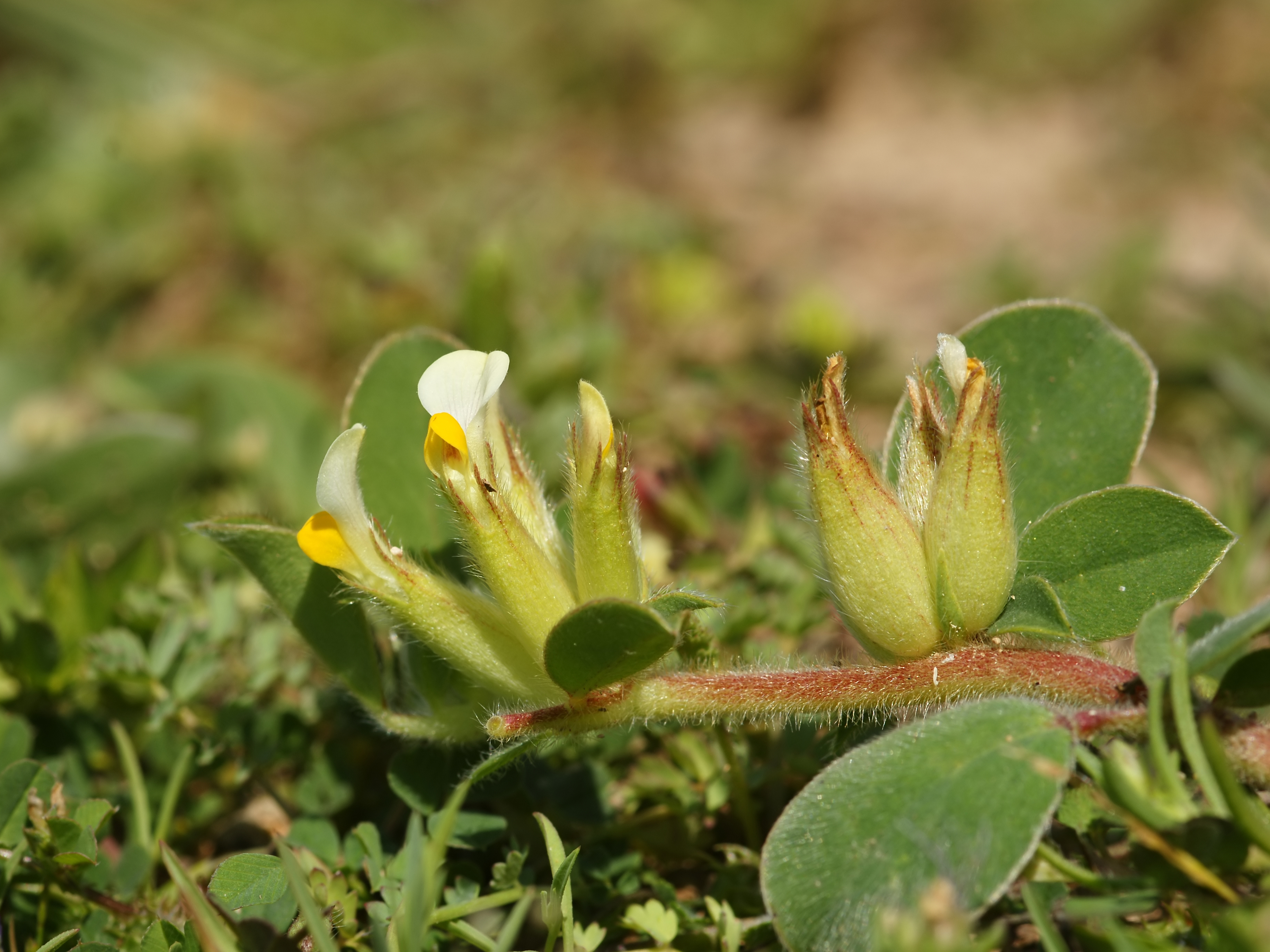